# جرائم وجنح (فلم)
جرائم وجنح (بالإنجليزية: Crimes and Misdemeanors) فيلم دراما كوميدي وجودي أمريكي لعام 1989 من تأليف وإخراج وودي آلن، الذي يلعب دور البطولة إلى جانب مارتن لانداو، وميا فارو.
على الرغم من فشل الفيلم في تحقيق عائد كبير من شباك التذاكر، إلا أن الفيلم قوبل بإشادة من النقاد، وتلقى ثلاثة ترشيحات لجوائز الأوسكار: وودي ألين (أفضل مخرج) و (أفضل سيناريو أصلي)، ومارتن لانداو (أفضل ممثل مساعد). صُنف الفيلم في العديد من المطبوعات كواحد من أعظم أفلام وودي آلن.

## طاقم التمثيل
| - آلان ألدا: في دور ليستر - وودي آلن: في دور كليف ستيرن - مارتن لانداو: في دور يهوذا روزنتال - ميا فارو: في دور هالي ريد - أنجليكا هيوستن: في دور دولوريس بالي | - جيري أورباخ: في دور جاك روزنتال - سام ووترستون: في دور بن - جوانا جليسون: في دور ويندي ستيرن - كارولين آرون: في دور باربرا - كلير بلوم: في دور ميريام روزنتال | - جيني نيكولز: في دور جيني - مارتن س بيرجمان: في دور البروفيسور لويس ليفي - فرانسيس كونروي: في دور مالك المنزل - داريل هانا: في دور ليزا كروسلي - نورا إيفرون: في دور ضيفة حفل زفاف |

## أحداث الفيلم
يقدم الفيلم قصتين منفصلتين ولكن متشابكتين عن الخيارات الأخلاقية التي يتم اعتمادها في الزيجات المتداعية والخيانة الزوجية. يقبل صانع الأفلام الوثائقية المتعثر كليفورد ستيرن على مضض عرض ليستر شقيق زوجته ويندي، بناءً على رغبتها، ولكي يتمكن من تمويل مشروعه الخاص لتصوير فيلم وثائقي ضمن سلسلة مختارات وثائقية تلفزيونية. ليستر هو منتج تلفزيوني ناجح ولكنه مغرور ومتباهي، ومتردد أيضًا في التعامل مع كليف للكراهية المتبادلة بينهما. يلتقي كليف، أثناء التصوير، بالمطلقة مؤخرًا هالي ريد، المنتجة المشاركة في المسلسل التلفزيوني الوثائقي، وبينما يقضي كليف وهالي بعض الوقت معًا في العمل، يفكر كليف في إقامة علاقة مع هالي، ليس فقط لأنه يشعر أن حياته مع ويندي في حالة ركود، ولكن لأن هالي كان قد رفضت علاقة مع ليستر.
يعرف طبيب العيون يهوذا روزنتال، والذي يحظى باحترام وتكريم كبير، أن عشيقته التي استمرت معه لمدة عامين، وهي مضيفة الطيران السابقة دولوريس بالي، تريد أن تخبر زوجته مريم البالغة من العمر 25 عامًا، عن علاقتهما. تعتقد دولوريس اليائسة أن يهوذا كذب عليها لأنه صرح أو على الأقل ضمنيًا أنه سيهجر مريم، وبالتالي فقد أوقفت حياتها وفرصها من أجله، لكن يهوذا ينفي أنه كان ينوي ترك مريم. يتحدث يهوذا إلى الآخرين للحصول على إرشادات، روحية وعملية على حد سواء، حول كيفية التعامل مع المشكلة، ومع دولوريس التي تمارس ضغطًا كبيراً عليه، ويفكر يهوذا في أخذ نصيحة شقيقه المتدهور جاك لقتل دولوريس حتى يتمكن من الاحتفاظ بحياة الناجحة والسعيدة.
يلتقي يهوذا وكليف، في المشهد الأخير، بالمصادفة في حفل زفاف ابنة الحاخام بن، صهر كليف ومريض يهوذا. لقد اجتاز يهوذا ذنبه بقتل دولوريس، وهو ينعم بالحياة مرة أخرى، حيث تم إلقاء اللوم في القتل على متهور له سجل إجرامي. يوجه كليف إلى مناقشة افتراضية تعتمد على مأزقه الأخلاقي. يقول يهوذا أنه مع مرور الوقت، ستمر أي أزمة، لكن كليف يزعم بدلاً من ذلك أن المرء مقدر إلى الأبد بتحمل أعباء «الجرائم والجنح» التي يرتكبها. يغادر يهوذا حفل الزفاف مع زوجته بمرح، ويبقى كليف جالسًا وحيدًا مكتئباً.
يراقص الحاخام الكفيف بن، ابنته بينما يُسمع صوت البروفيسور ليفي، قائلاً إن الكون مكان مظلم وغير مبال يملأه البشر بالحب، على أمل أن يعطي للخواء معنى.

## الإنتاج والتأثير
يشاهد وودي آلن المقطع الأول من الفيلم الذي تم تصويره، ويقرر التخلص منه، واستدعاء الممثلين لإعادة التصوير، والتركيز على ما تبين أنه القصة المركزية.
إن الخطوط العريضة لمعضلة يهوذا الأخلاقية (ما إذا كان يمكن للشخص أن يستمر في حياته اليومية مع العلم بارتكاب جريمة قتل) تستحضر الفكرة المحورية للروائي الروسي فيودور دوستويفسكي الجريمة والعقاب (1866) Crime and Punishment، والتي تعتمد اقتراح قرار يخالف تقريبًا قرار الرواية. أعاد ألين النظر في هذا الموضوع في أفلامه التالية: «نقطة المباراة» (Match Point 2005)، و«حلم كاسندرا» (Cassandra's Dream 2007) ، و «رجل عقلاني» (Irrational Man 2015).

## استقبال الفيلم
حقق الفيلم إجماليًا محليًا قدره 18.254.702 دولارًا.
أشاد فنسنت كانبي من صحيفة نيويورك تايمز بالفيلم قائلاً: «إن عجائب الجرائم والجنح هي الوسيلة التي يتعامل بها السيد آلن مع العديد من القصص المتشابكة ذات النغمات والأصوات المختلفة. يتنقل الفيلم ذهابًا وإيابًا بين الحوادث المتوازية وبين الحاضر والماضي. القوة السرية للفيلم تأتي من حقيقة العشرات والعشرات من التفاصيل الخاصة التي يصل من خلالها إلى عمومية مترددة للغاية، وغير مريحة بشكل خاص، ومؤثرة للغاية».
منح الناقد السينمائي روجر إيبرت الفيلم أربعة من أصل أربعة نجوم، حيث كتب:
«يولد الفيلم أفضل أنواع التشويق، لأنه لا يتعلق بما سيحدث للناس، إنه يتعلق بالقرارات التي سيتوصلون إليها. لدينا نفس المعلومات التي لديهم. ماذا سنفعل؟ إلى أي مدى سنذهب لحماية سعادتنا وسمعتنا؟ كيف سنكون أنانيين؟ هل راحتنا تساوي أكثر من حياة شخص آخر؟ لا يتهرب ألين من هذا السؤال، ويبدو أن إجابته هي، نعم، بالنسبة لبعض الناس، ستكون كذلك».
كان جون سيمون من ناشيونال ريفيو عادة ناقدًا شرسًا لعمل وودي ألين، إلا أنه أعلن أن فيلم "جرائم وجنح" هو أول مزيج ناجح لألين من الدراما والكوميديا والحبكة والحبكة الفرعية"، وكتب أيضًا "تكمن القوة الرئيسية للفيلم في شجاعته في مواجهة الأسئلة الخطيرة والمؤلمة من النوع الذي كانت السينما الأمريكية تبذل قصارى جهدها لتتجنبه".
قدمت مجلة فارايتي مراجعة أكثر تباينًا للفيلم، حيث كتبت: «يمزج وودي آلن بطموح بين سلسلته المفضلة من السينما والميلودراما والكوميديا، مع نتائج مختلطة في الجرائم والجنح».
صنف نقاد السينما روبي كولين وتيم روبي في عام 2016، على أن الفيلم ثاني أفضل فيلم من إخراج وودي آلن.
منح موقع الطماطم الفاسدة الفيلم تقييم مقداره 94% بناء على آراء 47 ناقد فني.
منح موقع ميتاكريتيك الفيلم تقييم مقداره 77% بناء على آراء 10 نقاد فنيين.

## الجوائز والترشيحات
قوبل الفيلم بإشادة من النقاد، وتم ترشيحه لثلاث جوائز أكاديمية: وودي ألين لأفضل مخرج وأفضل سيناريو أصلي، ومارتن لانداو لأفضل ممثل في دور داعم.
تصنف الفيلم في المرتبة 267 على قائمة أعظم 500 فيلم على الإطلاق في استطلاع مجلة إمباير.
جوائز الأوسكار 1989: ترشح وودي آلن لجائزة أفضل مخرج وأفضل سيناريو أصلي.
جوائز الأوسكار 1989: ترشح مارتن لانداو لجائزة أفضل ممثل مساعد.
جوائز جولدن جلوب 1989: ترشح لجائزة أفضل فيلم دراما
جوائز الأكاديمية البريطانية للأفلام 1990: ترشح لستة جوائز (أفضل فيلم – أفضل مخرج – أفضل سيناريو أصلي – أفضل مونتاج – أفضل ممثل مساعد – أفضل ممثلة مساعدة)
جوائز نقابة المخرجين الأمريكية 1990: ترشح لجائزة أفضل مخرج وفاز بجائزة أفضل سيناريو أصلي
المجلس الوطني للمراجعة 1989: فاز بجائزة أفضل 10 أفلام، وفاز بجائزة أفضل ممثل مساعد (آلان ألدا).
دائرة نقاد السينما في نيويورك 1989: فاز بجائزة أفضل ممثل مساعد (آلان ألدا).
جمعية لوس أنجلوس لنقاد السينما 1989: ترشح لجائزة أفضل ممثل مساعد (آلان ألدا).

## وصلات خارجية
- جرائم وجنح (فيلم)
- جرائم وجنح (فيلم)
- جرائم وجنح (فيلم)
- جرائم وجنح (فيلم)
- جرائم وجنح (فيلم)